# Claviériste
Cet article possède un paronyme, voir Claviste.
 (septembre 2024).
Si vous disposez d'ouvrages ou d'articles de référence ou si vous connaissez des sites web de qualité traitant du thème abordé ici, merci de compléter l'article en donnant les références utiles à sa vérifiabilité et en les liant à la section « Notes et références ».

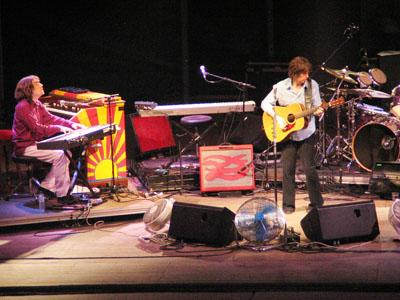
Un claviériste sur scène lors d'un concert à Anvers en 2003.

Un claviériste est un musicien qui joue des instruments à clavier. Jusqu'au début des années 1960, les musiciens jouant du clavier étaient généralement classés comme pianistes ou organistes. Depuis le milieu des années 1960, une pléthore de nouveaux instruments de musique avec claviers est devenue un usage courant (pianos électriques, synthétiseurs, etc), exigeant un terme plus général pour la personne qui en joue.

## Claviéristes électroniques notables
Il existe de nombreux claviéristes électroniques célèbres dans les domaines rock, blues et jazz.

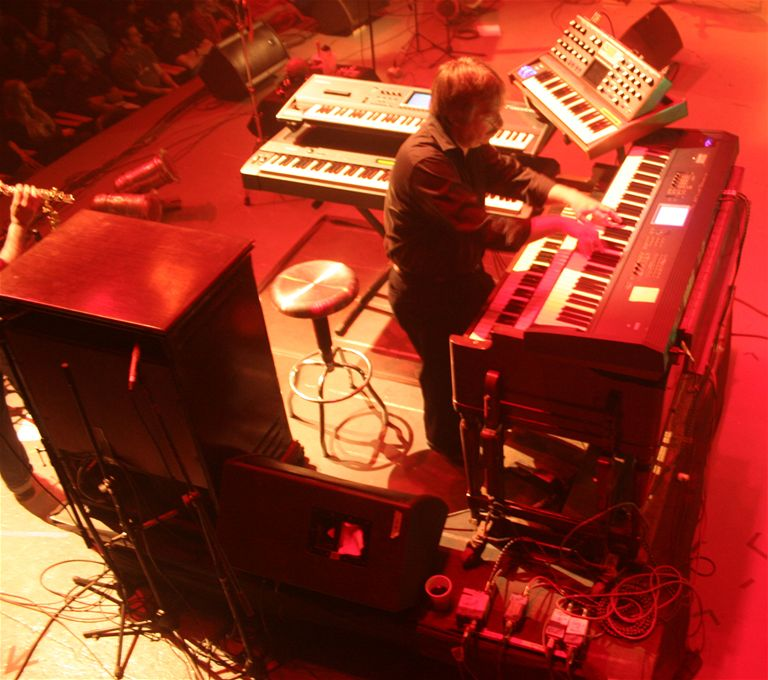
Un claviériste jouant de l'orgue Hammond, à côté d'une cabine Leslie, et d'autres claviers (Roland Fantom et Korg Triton Extreme) ainsi qu'un synthétiseur Moog Voyager.

L'utilisation des claviers électroniques a gagné en popularité au cours des années 1960, de nombreux groupes utilisant l'orgue Hammond, le Mellotron et des pianos électriques tels que le piano électrique Fender Rhodes. Certains groupes, notamment Yes et The Beatles, ajoutèrent à leur musique le synthétiseur Moog, à la fois pour fournir des effets sonores et en tant qu'instrument de musique à part entière. En 1966, Billy Ritchie est devenu le premier claviériste à jouer un rôle principal dans un groupe rock, remplaçant la guitare et préparant ainsi le terrain à d'autres, tels que Keith Emerson et Rick Wakeman. À la fin des années 1960, en France, Roland Romanelli (accordéoniste, compositeur et arrangeur) a été un pionnier de la musique électronique moderne avec Jean Michel Jarre, qui a commencé à expérimenter des synthétiseurs et autres appareils électroniques. À mesure que les synthétiseurs devenaient plus abordables et facilement maniables, de plus en plus de groupes et producteurs commencèrent à les utiliser, ouvrant finalement la voie à des groupes composés uniquement de synthétiseurs et d’autres instruments électroniques tels que des boîtes à rythmes à la fin des années 1970 et au début des années 1980. Tangerine Dream, Kraftwerk, Suicide et Gary Numan ont été parmi les premiers groupes à utiliser ce système. Les groupes rock ont également commencé à utiliser des synthétiseurs et des claviers électroniques, parallèlement à la gamme traditionnelle de guitares, basses et batteries; particulièrement les groupes rock progressif tels que Yes, Genesis, Emerson, Lake and Palmer et Pink Floyd.

## Les instruments du claviériste
Les claviéristes jouent avec des sons purement virtuels générés par un système de synthétiseur, même ressemblant aux instruments acoustiques.
On va donc retrouver dans les plus utilisés :
- piano électrique (donnant une sonorité très particulière et reconnaissable dans certaines musiques datant des années 1970 et 1980) ; The Doors
- orgue Hammond dans le milieu du blues d'abord puis dans celui du rock ; Keith Emerson, Rick Wakeman, Triumvirat
- Mellotron remplaçant l'orchestre symphonique ; King Crimson, Yes, Moody Blues
- l'utilisation de vocoder qui change ou modifie partiellement ou complètement la voix ; Pink Floyd
- toute onde générée synthétiquement dans le milieu de la musique électronique ; Tangerine Dream, Kraftwerk, Klaus Schulze

Dans le cadre du piano électrique, les touches ont tendance à être beaucoup plus légers que ceux des pianos acoustiques, ainsi le musicien jouant pour la première fois sur un piano acoustique peut avoir besoin d'une période d'adaptation.